# 科爾里奇 (北卡羅萊納州)
科爾里奇（英語：Coleridge）是位於美國北卡羅萊納州蘭道夫縣的非建制地區。

## 歷史
科爾里奇的郵局自1886年營運至今。

## 地理
科爾里奇所處的海拔為高於海平面133米（即436英呎），而該地所採用的時區為UTC-5，即北美东部时区（EST）。同時該地設有夏令時間，為UTC-5調快一小時，即UTC-4（EDT）。